# Вальесилья, Густаво
Эксон Густаво Вальесилья Годой (исп. Exon Gustavo Vallecilla Godoy; род. 28 мая 1999, Эсмеральдас, Эквадор) — эквадорский футболист, полузащитник клуба «Универсидад Католика» (Кито) и сборной Эквадора.

## Клубная карьера
Вальесилья — воспитанник клуба «Депортиво Куэнка». 27 ноября 2016 года в матче против «Мушук Руна» он дебютировал в эквадорской Лиге Про.
В начале 2019 году Густаво перешёл в «Аукас». 9 апреля в матче против «Ольмедо» он дебютировал за новый клуб.
26 декабря 2019 года Вальесилья отправился в аренду в «Барселону» из Гуаякиля на один год с опцией выкупа. 16 февраля в матче против «Текнико Университарио» он дебютировал за новую команду. По окончании срока аренды «Барселона» не стала выкупать Вальесилью.
5 апреля 2021 года Вальесилья был взят в аренду клубом MLS «Цинциннати» на сезон 2021. В главной лиге США он дебютировал 16 мая в матче против «Интер Майами». 22 мая в матче против «Клёб де Фут Монреаль» он забил свой первый гол за «оранжево-синих». По окончании сезона 2021 «Цинциннати» выкупил Вальесилью у «Аукаса» согласно опции.
28 марта 2022 года Вальесилья был приобретён «Колорадо Рэпидз» за $800 тыс. в общих распределительных средствах, а также дополнительно до $50 тыс. в зависимости от достижения им определённых показателей и 10 % от суммы последующего трансфера, если стоимость его продажи превысит текущую. За «Рэпидз» он дебютировал 16 апреля в матче против «Миннесоты Юнайтед», выйдя на замену на 83-й минуте.
3 марта 2023 года Вальесилья был арендован «Коламбус Крю» за $175 тыс. в общих распределительных средствах с опцией выкупа. За «Крю» он дебютировал 25 марта в матче против «Атланты Юнайтед». По окончании сезона 2023 срок аренды Вальесильи в «Коламбус Крю» истёк, а «Колорадо Рэпидз» отклонил опцию продления контракта с ним.
29 декабря 2023 года Вальесилья подписал контракт с клубом «Универсидад Католика» из Кито на сезон 2024.

## Международная карьера
В 2019 году Вальесилья в составе молодёжной сборной Эквадора стал победителем юношеского чемпионата Южной Америки в Чили. На турнире он сыграл в матчах против команд Парагвая, Перу, Колумбии, Венесуэлы, Бразилии, Уругвая и Аргентины.
В 2019 году в составе молодёжной сборной Эквадора Вальесилья принял участие в молодёжном чемпионате мира в Польше. На турнире он сыграл в матчах против команд Мексики, Уругвая, США, Южной Кореи и дважды Италии.
В 2019 году Вальесилья в составе сборной Эквадора до 22 лет стал победителем Панамериканских игр в Перу. На турнире он сыграл в матчах против команд Аргентины, Мексики и Перу.
За сборную Эквадора Вальесилья дебютировал 4 декабря 2021 года в товарищеском матче со сборной Сальвадора.

## Достижения
Командные
 «Барселона» (Гуаякиль)
- Чемпион Эквадора: 2020

 «Коламбус Крю»
- Чемпион MLS (обладатель Кубка MLS): 2023

 Эквадор (до 20)
- Победитель молодёжного чемпионата Южной Америки: 2019